# ष
Cette page contient des caractères spéciaux ou non latins. S’ils s’affichent mal (▯, ?, etc.), consultez la page d’aide Unicode.
ष, appelé cha et transcrit ṣ, est une consonne de l’alphasyllabaire devanagari.

## Représentations informatiques
Ses Unicodes sont :
| formes | représentations | chaînes de caractères | points de code | descriptions                                     |
| ------ | --------------- | --------------------- | -------------- | ------------------------------------------------ |
| pleine | ष               | ष                     | U+0937         | lettre devanagari cha                            |
| morte  | ष्               | ष◌्                    | U+0937 U+094D  | lettre devanagari cha, symbole devanagari virama |